# Verdon (Dordogne)
Verdon – miejscowość i gmina we Francji, w regionie Nowa Akwitania, w departamencie Dordogne.
Według danych na rok 1990 gminę zamieszkiwało 38 osób, a gęstość zaludnienia wynosiła 8 osób/km² (wśród 2290 gmin Akwitanii Verdon plasuje się na 1126. miejscu pod względem liczby ludności, natomiast pod względem powierzchni na miejscu 1441).